# حادثة التصادم الجوي في فيا كاستيلي 2015
حادثة التصادم الجوي في فيا كاستيلي 2015 (بالفرنسية: Collision aérienne de Villa Castelli) هو حادث حادث طيران بين مروحيتين وقع في 9 مارس 2015 في فيا كاستيلي (لا ريوخا) في الأرجنتين.
ثمانية فرنسيين لقو حتفهم في الحادث بينهم عدة رياضيين دوليين، فلورونس أرتو (قوارب شراعية)، كاميي موفا (بطلة دولية وأولمبية في السباحة)، ألكسي فاستين (ملاكم دولي وأولمبي) وكانوا بصدد التوجه لتمثيل برنامج دروبد، إضافة لطاقم البرنامج، لورون سباسنيك، فولوديا غينار، لوسي ماي دالبي، بريس غيلبار وإدوارد جيل إلى جانب سائقي الهيلكوبتر الأرجنتينيين خوان كارلوس كاستيو وروبيرتو أبات ليكون في الإجمالي 10.
تم تصوير لحظة الحادث بالفيديو.

## السياق
نوع المروحيتين المتصادمتين هما يوروكوبتر إيه إس 350 تحمل كل واحدة منهما 5 أشخاص وذلك في إطار تصوير النسخة الفرنسية من البرنامج السويدي ذو الطابع الواقعي والذي إسمه دروبد (Dropped) من إخراج أدفنتشر لاين برودوكشن والذي سيعرض على قناة تي أف 1. عند الحادث كان البرنامج في أسبوعه الثاني من التصوير.
المروحيتين كانتا قد أقلعتا من ملعب كرة قدم قبل التصادم. قام أحد الأشخاص الموجودين قرب الملعب بتصوير الحادثة بعد أن لاحظ اقترابهما من بعضهما شيئا فشيئا. قبل ثواني من التصادم يلاحظ في الفيديو أن إحدى المروحيتين قد حاولت التوجه يسارا إلى الأعلى في محاولة لتجنب الحادث. بعد التصادم سقطت المروحيتان على الأرض واشتعلت فيهما النار بما لا يجعل فرصة لنجاة الركاب.
الرؤية كانت موجودة وواضحة ولكن مع ريح قوية وعمود دافئ كثير الوجود في هذه المنطقة من الأنديز. عدة شهود عيان كانوا قد توقعوا حدوث عمود دافئ مفاجئ يمكنه التأثير على إحدى المروحيتين بما يوقع خطأ في القيادة لدى الطيارين، لكن لم يحدث هذا.
هذا البرنامج الذي يقع تمثيله في الأرجنتين، يشارك فيه 8 رياضيين محترفين حاليين أو سابقين، منهم فلورونس أرتو، كاميي موفا، ألكسي فاستين كانوا قد ركبوا في الهيليكوبتر الأولى معصبي العينين لكي يتم وضعهم في غابة كيبرادا دل إيسو أين كان هذا هدف البرنامج، وتوفوا جميعهم في الحادث. ألان برنار، فيليب كانديلورو، جاني لونغو، أن فلور ماركسيه وسيلفان ويلتورد، كانوا مشاركين في البرنامج ولكنهم لم يكونوا على متن المروحيتين وبقوا على قيد الحياة.
تم توقيف البرنامج وتصويره وتم ترحيل باقي الطاقم إلى فرنسا.

## الضحايا
ترك هذا الحادث 10 ضحايا.
الرياضيين الفرنسيين الثلاثة:
- فلورونس أرتو (Florence Arthaud).
- كاميي موفا (Camille Muffat).
- ألكسي فاستين (Alexis Vastine).

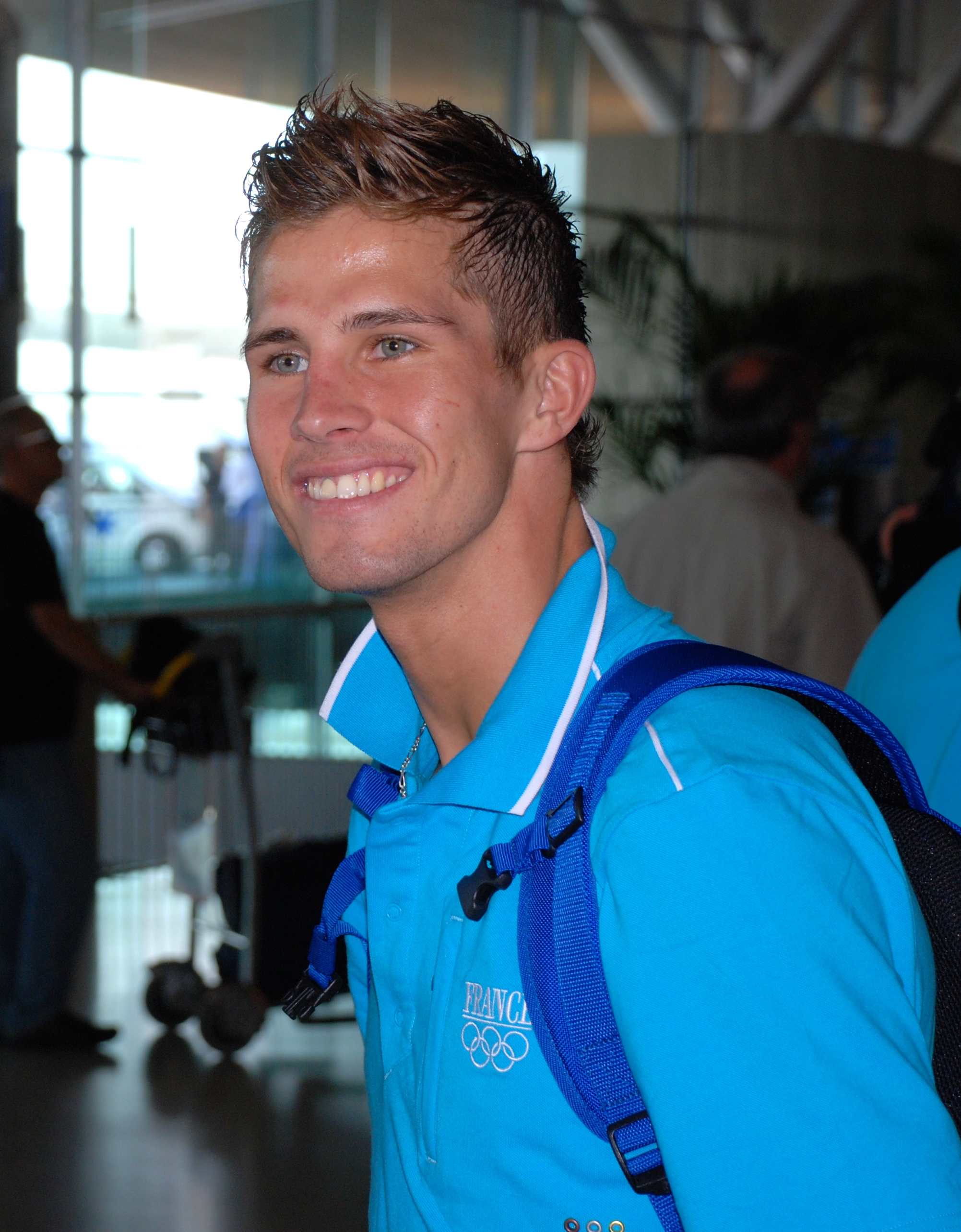
ألكسي فاستين
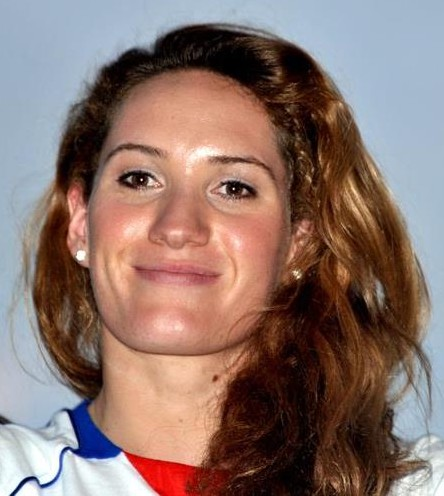
كاميي موفا
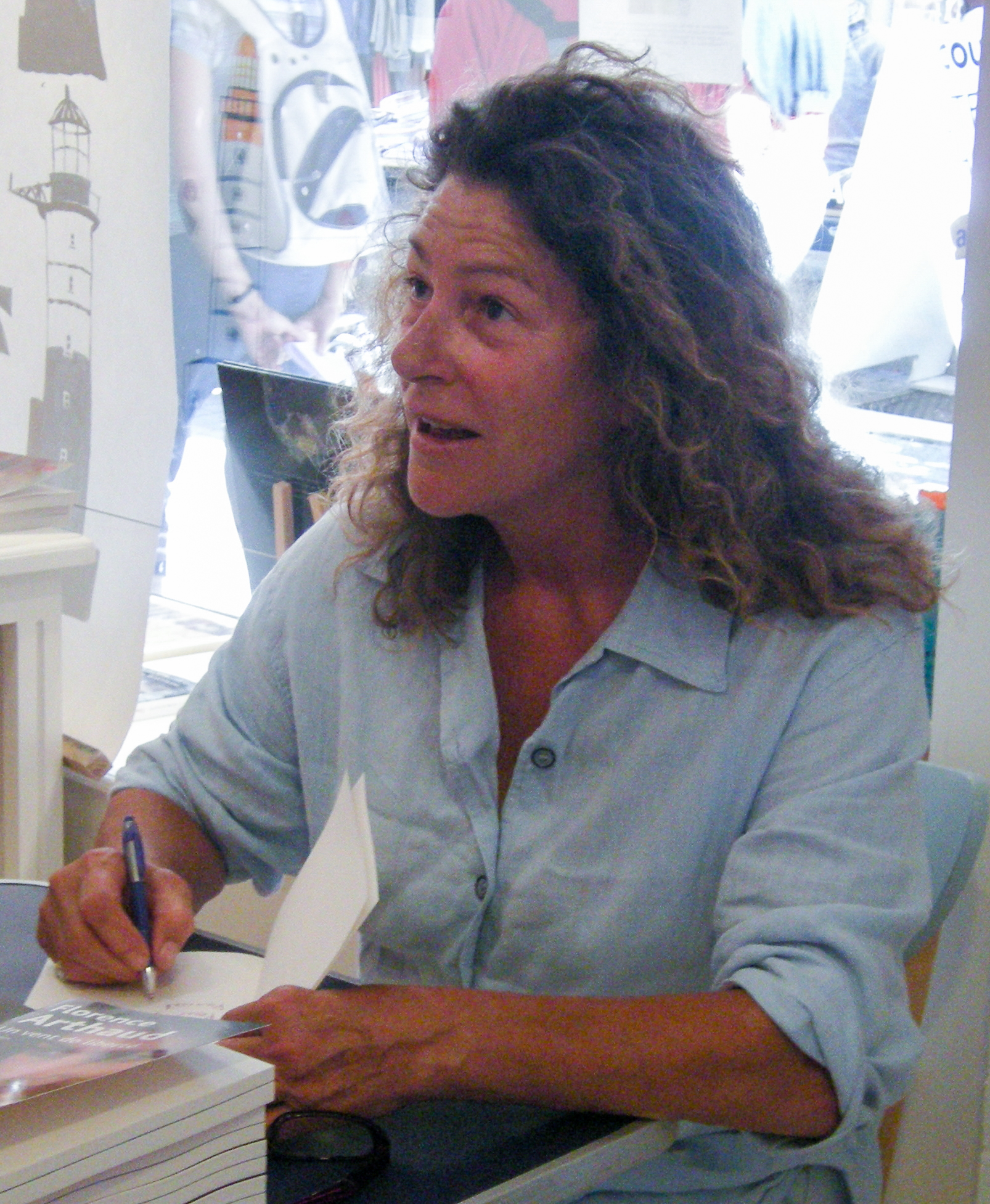
فلورونس أرتو

سائقي الهيلكوبتر الأرجنتينيين:
- خوان كارلوس كاستيو (Juan Carlos Castillo).
- روبيرتو أبات (Roberto Abate).

خمسة موظفين فرنسيين في الإنتاج التلفزيوني:
- لورون سباسنيك (Laurent Sbasnik).
- فولوديا غينار (Volodia Guinard).
- لوسي ماي دالبي (Lucie Mei-Dalby).
- بريس غيلبار (Brice Guilbert).
- إدوارد جيل (Édouard Gilles).

## المروحيتين
المروحيتين من نوع يوروكوبتر إيه إس 350 تتبعان حكومة مقاطعة لاريوخا وشرطة سانتياغو ديل استيرو.

## التحقيقات
تحقيق أمني تم فتحه من قبل مجلس التحقيقات في حوادث الطيران المدني الأرجنتيني. الجهاز الفرنسي المماثل له وهو مكتب التحقيقات والتحليلات لأمن الطيران المدني عجل بإرسال محققين إثنين يرافقهما مستشار عن ايرباص المروحيات وممثل عن توربوميكا.
تحقيق قضائي بتهمة القتل غير العمد تم فتحه في باريس في 10 مارس 2015، وهو عمل طبيعي تقوم به السلطات الفرنسية في كل حادث طيران خارج فرنسا به ضحايا فرنسيين، ويتم تكليف وحدة البحث في شرطة النقل الجوي به.

## ردود فعل
- رئيس الجمهورية الفرنسية فرانسوا أولاند، عبر عن «أسفه الشديد» وتكريمه للضحايا «القائدة الشراعية فلورونس أرتو، البطلة الأولمبية للسباحة كاميي موفا، والبطل العالمي في الملاكمة ألكسي فاستين» الذين «تألقوا وشرفوا» فرنسا.
- رئيس الوزراء الفرنسي مانويل فالس، قال أن «فرنسا جرحت وحزنت» لهذا الحادث.
- توماس باخ رئيس اللجنة الأولمبية الدولية قرر تنكيس العلم الأولمبي ثلاثة أيام في مقر اللجنة في لوزان في سويسرا.

## مقالات ذات صلة
- تصادم جوي
- قائمة حوادث الطائرات المدنية